# La Secrétaire particulière (film, 1931)
Pour les articles homonymes, voir La Secrétaire particulière.
Pour plus de détails, voir Fiche technique et Distribution.
La Secrétaire particulière (La segretaria privata), est une comédie de téléphones blancs italienne réalisée par Goffredo Alessandrini et sortie en 1931.
Le premier long-métrage d'Alessandrini est la version italienne du film allemand La Secrétaire privée avec Renate Müller. Une version française (Dactylo, avec Marie Glory), une version hongroise (Mesék az írógépröl, avec Lili Berky), une version anglaise (Sunshine Susie, avec Renate Müller) et une version espagnole (Historia de una maquina de escribir) ont également été réalisées. Tous ces films sont adaptés de l'opérette Mesék az frógépröl d'István Békeffy et du roman homonyme d'István Szomaházy publié en 1905.

## Synopsis
Elsa Lorenzi, une jeune provinciale, arrive dans la grande ville pour y trouver un emploi de dactylo. Installée dans une pension pour femmes seules, elle trouve un emploi dans une grande banque et noue de bonnes relations avec ses collègues. Cependant, Elsa se heurte rapidement à l'hostilité du chef du service du personnel, qui l'a engagée dans un but libidinal. Un soir, tard dans la nuit, Elsa rencontre Roberto Berri, un directeur de banque, qu'elle prend pour un simple employé. Ils sortent ensemble, mais Elsa rejette ses avances en disant qu'elle veut épouser quelqu'un qui a plus de succès. La relation compliquée entre Elsa et Roberto passe par une série de difficultés et de malentendus, mais tout se termine bien.

## Fiche technique
- Titre français : La Secrétaire particulière[1]
- Titre original italien : La segretaria privata[2]
- Réalisation : Goffredo Alessandrini
- Scénario : Franz Schulz, Oreste Biancoli, d'après le roman Mesék az frógépröl (1905) d'István Szomaházy.
- Photographie : Massimo Terzano (it), Domenico Scala
- Montage : Guiscardo Simoncini (it) (sous le nom de « Guy Simon »), Goffredo Alessandrini
- Musique : Ludwig Lajtai, arrangé par Paul Abrahams, orchestré et dirigé par Ugo Giacomozzi (it)
- Décors : Vinicio Paladini (it)
- Production : Stefano Pittaluga
- Société de production : Cines
- Pays de production :  Royaume d'Italie
- Langue originale : italien
- Format : Noir et blanc - 1,20:1 - Son mono - 35 mm
- Durée : 72 minutes
- Genre : comédie de téléphones blancs
- Dates de sortie :
  - Royaume d'Italie : 1931 (visa délivré le 30 novembre 1931[2])

## Distribution
- Elsa Merlini : Elsa Lorenzi
- Nino Besozzi : Le directeur de banque Roberto Berri
- Sergio Tofano : Otello, l'huissier
- Cesare Zoppetti : Rossi, le chef du personnel
- Umberto Sacripante : Le directeur de la Pergola
- Ermanno Roveri : Le crâneur de la gare
- Marisa Botti : Mlle Botti, secrétaire
- Renato Malavasi : l'homme recevant une gifle au Pergolato
- Alfredo Martinelli : un client du Pergolato
- Noemi Orsini : la maîtresse de la Pensione Primavera.

## Production
Désigné par beaucoup comme précurseur du courant des téléphones blancs, La Secrétaire particulière est un remake de La Secrétaire privée, un film-opérette tourné en Allemagne par Wilhelm Thiele. Alessandrini a accepté de tourner le film alors que les versions anglaise et française étaient déjà en cours de réalisation. Alessandrini venait de rentrer en Italie après un long séjour à Hollywood, où il avait travaillé comme directeur du doublage à la Metro-Goldwyn-Mayer.
Ni le réalisateur ni Merlini n'avaient imaginé à quel point ce film deviendrait populaire, avec la chanson que chantait l'actrice (Oh come son felice, felice, felice...) et le mythe de Cendrillon réactualisé pour l'époque.